# EMS Synthi 100

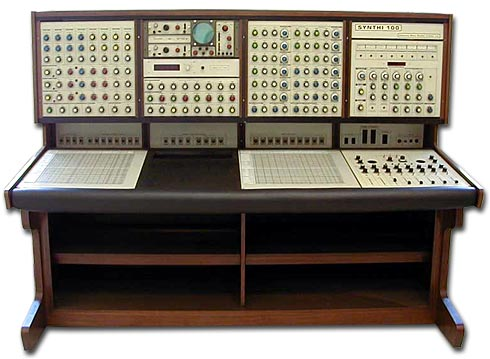
EMS Synthi 100

L'EMS Synthi 100 era un sintetizzatore analogico prodotto a partire dal 1974 dalla Electronic Music Studios. Per via delle sue dimensioni era uno strumento prettamente da studio; ne furono costruite circa 30 unità durante gli anni settanta e ottanta.

## Storia
Il Synthi 100 fu sviluppato dalla combinazione di tre VCS3 corredati da 12 VCO, due tastiere (entrambe duofoniche, così da rendere possibile l'esecuzione di 4 voci simultaneamente), ed un sequencer digitale monofonico a 3 tracce (256 step). L'intonazione delle tastiere doveva essere controllata manualmente, rendendo così difficile l'esecuzione di una scala sonora intonata nello stesso modo per un lasso di tempo lungo, ma permettendo allo stesso tempo di definire nel dettaglio la tonalità.

## Caratteristiche
Il sound del Synthi 100 era leggermente differente da quello del VCS3. Sia i filtri che gli oscillatori erano più stabili rispetto al VCS3. Lo strumento, comunque, era molto sensibile ai cambiamenti di temperatura e richiedeva perciò di essere intonato ripetutamente.

### Moduli aggiuntivi
Il Synthi 100 aveva un'interfaccia computer aggiungibile chiamata "Computer Synthi", che conteneva un minicomputer PDP-8 e 4kB di ROM. Era composta da un display LED, due cassette digitali, due matrici di connessione (24x60) e un pannello di controllo ad interruttori. Di questa vennero costruite solo 3 unità.
Anche il Vocoder 5000 era disponibile come modulo separato installabile nel sintetizzatore, e conteneva un filtro a 22 bande, una matrice di connessione (22x22), 2 oscillatori e fonti di rumore bianco, un modulatore di frequenza, un trasformatore voltaggio/tonalità ed un display che visualizzava lo spettrogramma.

## Utilizzi
Un'unità del Synthi 100 (chiamata Delaware) fu venduta al BBC Radiophonic Workshop. Fu usata per generare effetti sonori per i programmi TV e radio dell'emittente inglese, tra cui Doctor Who e Blake's 7 (TV) e Guida galattica per gli autostoppisti (radio).
Jack Dangers ha utilizzato molto lo strumento nell'album R.U.O.K.? dei Meat Beat Manifesto. Molte foto nel booklet dell'album sono ingrandimenti di dettagli del pannelli di controllo del Synthi 100. Si dice che quell'unità sia l'unica ad essere a tutt'oggi funzionante, benché in realtà ve ne sia un'altra, posseduta dall'università di Osnabrück, in Germania, dove viene utilizzata a tutt'oggi. Un altro esemplare funzionante si trova a Radio Beograd, viene usato per stacchi e jingles.
Il Synthi 100 fu utilizzato anche da Elizabeth Parker con la BBC RW, da Karlheinz Stockhausen in Sirius e dal compositore russo Eduard Artemyev (nella colonna sonora del film Stalker e nei suoi album Metamorphoses (1980) e Moods (1984)). Secondo taluni, Billy Corgan, leader degli Smashing Pumpkins, ne possiederebbe uno, benché pare non lo abbia mai utilizzato.